# Hội chứng đực giống
Hội chứng đực giống (Sire syndrome) hay còn gọi là hiệu ứng đực giống nhân rộng (Popular sire effect) là hiện tượng tâm lý, xu hướng, trào lưu, khuynh hướng diễn ra trong việc lai giống khi một con vật có các thuộc tính mong muốn, các phẩm chất tốt (thường là con đực và hay gọi là "giống tốt") sẽ được dùng để cho lai tạo nhiều lần gây giống cho ra các thế hệ sau với mong muốn, ý đồ là những thế hệ con cái này giống như đúc với con đực giống tốt đó. Trong việc nhân nuôi chó, một con chó đực giành chiến thắng trong các cuộc thi về chó thì sẽ được người ta trân trọng trở nên rất được săn đón vì các nhà lai tạo tin rằng cá thể đực giống chiến thắng này sẽ sở hữu các gen cần thiết để tạo ra các nhà vô địch kế tiếp.
Con đực phổ biến thường được nhân giống thỏa thuê với nhiều con cái (nái) đem đến để "xin giống". Điều này có thể khiến các đặc điểm di truyền bất lợi không được phát hiện hoặc những đặc điểm không mong muốn ở giống đực này sẽ lây lan nhanh chóng trong vốn gen quần thể, hiện tượng này cũng có thể làm giảm sự đa dạng di truyền bằng cách loại trừ những con đực hậu bị khác vì chẳng ai quan tâm ngó ngàng đến. Trong khi một con đực giống lý tưởng có thể đẻ một số lượng lớn các con cháu của nó trong một lứa đẻ, tác dụng của một con đực hậu bị trở nên hạn chế hơn. Những hạn chế của chu kỳ sinh sản của con cái đòi hỏi các con đực hậu bị phải có vài tháng giữa mỗi lứa, do đó, một con mái được nuôi nhiều lần có thể bị sụt giảm mạnh về số lượng lứa đẻ vì cơ thể yếu hơn do mang thai liên tiếp quá nhiều.

## Tác động
Hậu quả di truyền của vấn đề này cần xét đến việc đa dạng di truyền trong quần thể phụ thuộc vào tác động cộng gộp của đột biến, chọn lọc tự nhiên và kích thước quần thể qua nhiều thế hệ. Kích thước quần thể hữu hiệu (Ne) là số lượng cá thể trong một quần thể nhất định có khả năng sinh sản và đóng góp con cái cho thế hệ sau. Đa dạng di truyền giảm dần qua các thế hệ với tốc độ tỷ lệ nghịch với kích thước quần thể hữu hiệu. Trong các quần thể nhỏ, một yếu tố chính làm mất đa dạng di truyền là giao phối cận huyết. Nhân giống có chủ ý cho ra các thuộc tính/tính trạng mong muốn trong một loài được gọi là nhân giống chọn lọc. Quá trình này giới hạn một cách giả tạo kích thước của quần thể, do đó làm tăng tỷ lệ giao phối cận huyết cũng như suy giảm giao phối cận huyết và làm giảm khả năng sinh học (sức sinh tồn) của loài.
Các đột biến nghiêm trọng ở các tính trạng trội bị chọn lọc tự nhiên loại bỏ khỏi vốn gen khi cá thể bị ảnh hưởng không thể chuyển gen một cách thành công cho thế hệ tiếp theo. Mặt khác, đột biến lặn chỉ được biểu hiện và chọn lọc chống lại các cá thể lặn đồng hợp tử; do đó, chúng có thể được âm thầm truyền sang thế hệ tiếp theo ở các cá thể dị hợp tử. Việc lai tạo quá nhiều từ bất kỳ một con vật cụ thể nào đó sẽ tạo ra một lượng gen bất thường của chúng, bao gồm bất kỳ alen lặn có hại nào mà chúng có thể mang chứa trong mình mà rồi sẽ được đóng góp vào vốn gen chung. Sự tích lũy các đột biến lặn này trong các cá thể đang sinh sản của một quần thể có thể gây ra các bệnh liên quan đến giống trong các thế hệ tương lai thông qua một hiện tượng được gọi là hiệu ứng sáng lập.
Các bệnh do hội chứng đực giống bao gồm nhiễm độc đồng ở giống chó sục Bedlington, hội chứng cuồng nộ ở giống chó Springer Spaniel Anh Quốcvà chứng sarcoma mô bào ở giống chó núi Bern. Phân tích phả hệ của giống chó núi Bern ở Pháp cho thấy chỉ có 5,5% con đực và 13,2% con cái được sử dụng để làm giống nền cho sinh sản mỗi thế hệ, với 0,78% con đực và 3% con cái sinh ra hơn 50% số thế hệ tiếp theo. Vì rằng con cái và con cái của đực giống đều tốt, các nhà lai tạo thường cho chúng lai tạo với nhau và tiến hành các phép lai xa bổ sung trong nhiều thế hệ. Đôi khi, một con đực giống sẽ được lai tạo quá nhiều đến nỗi mà nhiều thập kỷ sau các nhà lai tạo có thể không thể biết những con chó của họ có quan hệ họ hàng mật thiết như thế nào, vì lịch sử của đực giống đã không còn trong phả hệ của chúng. Điều này đã xảy ra với giống chó chăn cừu Úc (Australian Shepherd), với hầu hết những con chó chăn cừu Úc trực hệ đề có thể được lần theo dấu vết của hai cá thể chó anh em là Wildhagen's Dutchman của Flintridge và Fieldmaster của Flintridge. 